# Oscar Plasene
Oscar Plasene (Spitzname Oscar On Fire Plasene, * 5. Mai 2001 in Alqosh, Irak) ist ein Kickboxer aus München mit deutsch-irakischen Wurzeln. Er ist amtierender WKU-Weltmeister.

## Kickbox-Karriere
Oscar Plasene kam mit 9 Jahren nach Deutschland und fand über seinen Onkel den Weg in den Kampfsport.
Bereits ein Jahr später startete Plasene mit seinem ersten Wettkämpfen im Amateurbereich, für sein damaliges Kampfsportzentrum Leon Gym in Neuperlach, München. Schnell wurde das Potential des jungen Kickboxers entdeckt und er wies eine Kampfbilanz von 30 Kämpfen und 30 Siegen auf. Im gleichen Jahr erlangte Plasene nach seinen erfolgreichen Turnieren die Titel des Bayerischen und Deutschen Meisters.
Durch den Ansporn seiner Trainer und Familie, konnten Plasene weitere Siege erringen, und so erkämpfte sich der junge Kickboxer bereits im Jahre 2015 die ISKA Weltmeisterschaft im Amateurbereich und holte den Titel nach München.
Im gleichen Jahr wechselte Plasene zum renommierten Kampfsportzentrum Steko in München, um unter den ehemaligen Weltmeistern Mladen Steko und Pavlica Steko zu trainieren. Plasene bestritt insgesamt 100 Amateurkämpfe mit nur lediglich 8 Niederlagen und errang erneut den Deutschen und internationalen Meistertitel.
Nach den erfolgreichen Titelverteidigungen gewann Plasene die WKU-Europameisterschaft in der Tschechischen Republik, sodass er im darauffolgenden Jahr in Athen, Griechenland um den Weltmeistertitel im Amateurbereich kämpfte.
Im Weltmeisterschaftskampf trat der Münchner gegen einen Gegner aus den Vereinigten Staaten von Amerika an. Beide lieferten sich einen harten Kampf über die volle Rundendistanz, mit Niederschlägen auf beiden Seiten. Im Ergebnis ging der Titel einstimmig nach Punkten an Plasene, den neuen WKU-Amateur-Weltmeister aus München.
Mit dem Amateur-Weltmeistertitel im Gepäck bekam Oscar Plasene 2018 das Angebot, in den Profibereich zu wechseln und konnte bald auf der Steko’s Fight Night gegen Fabio Ferko aus Deutschland sein Können unter Beweis stellen.
Im Jahre 2019 bestritt der Münchner zu seinen ersten Profi-Titelkampf um die Deutsche Meisterschaft gegen Bayram Gashi aus Albanien. Der Kampf wurde auf der Stekos Fight Night am 19. Juni 2019 in München ausgetragen und ging über die volle Zeit. Am Ende konnte Plasene sich durch einen Punktesieg (Unanimous) den Titel des Deutschen Meister -64kg im Thaiboxen holen.
Im gleichen Jahr kam es bereits zum Titelverteidigungskampf gegen Heydari, einen Kämpfer aus Afghanistan. Dieser Kampf um die Deutsche Meisterschaft im Thaiboxen ging ebenfalls über die volle Rundendistanz und wurde mittels einer Split Decision von den Punkterichtern für Oscar Plasene gewertet.
Mit dem Ziel eines weiteren Titels stieg Oscar Plasene im Februar 2020 gegen den amtierenden WKU-Europameister Mirco Fasano aus Italien in den Ring. Er zeigte schnell, dass er nicht zu unterschätzen ist und beendete den Kampf nach lediglich 45 Sek. mit einem harten rechten Haken an die Schläfe des Italieners.

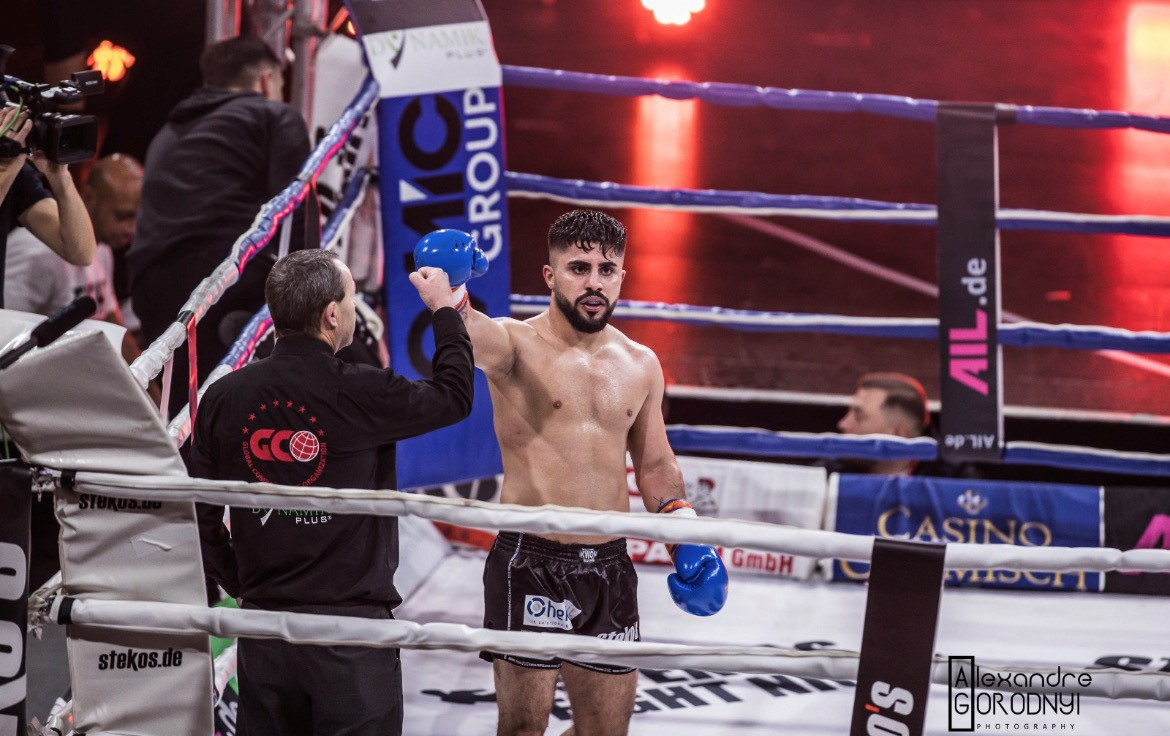
Oscar Plasene nach einem Sieg

2022 wurde Plasene von dem Griechen Roland Hotza herausgefordert. Er führte alle vier Runden und konnte in der fünften und letzten Runde mit eines harten linken Haken einen Knockdown erzielen. Der griechische Kämpfer konnte den Kampf fortsetzen; das Ergebnis war ein einstimmiger Punktsieg für Plasene.
Im Februar 2023 bekam der Europameister die Chance, gegen den amtierenden Weltmeister Dominico Lomurno aus Italien um den Weltmeistertitel zu kämpfen. Der Kampf ging über die komplette Rundendistanz und verlangte alles von beiden Kämpfern ab, sodass am Ende die Punkterichter mittels Split Decision den Weltmeistertitel an Plasene vergaben. Dies war ein sehr emotionaler Sieg für den deutsch-irakischen Kämpfer, der diesen Kampf seinem im Vorjahr verstorbenen Bruder gewidmet hatte.
Am 1. Juli 2023 verteidigte Plasene auf der Stekos Fight Night erstmalig seinen Weltmeistertitel gegen den Spanier Alex Rodriguez. Der Weltmeisterschaftskampf ging über 5 Runden und wurde am Ende von den Punktrichtern zugunsten des Herausforderers entschieden, sodass der Titel an den Spanier ging. Bereits in diesem Jahr ist ein Rückkampf beider Kontrahenten angesetzt.

## Privatleben
Plasene kommt gebürtig aus dem Irak. Im Jahre 2010 kam er als Kind gemeinsam mit seiner Familie nach München, da seine Familie Jesiden sind – eine religiöse Minderheit, die vom sogenannten Islamischen Staat jahrelang unterdrückt wurde. Er erlitt am 14. März 2022 einen Schicksalsschlag, als sein Bruder Musafr (†18) nach einer Messerattacke am Korbinianplatz in München starb, als er einen Streit schlichten wollte.
Plasene wollte sich vom Kampfsport verabschieden und pausierte für einige Monate, jedoch wurde ihm bewusst, dass sein Bruder sein größter Fan war und dies nicht gewollt hätte. Mit diesem Motivationsschub brachte es der Kickboxer so weit, dass er innerhalb eines Jahres alle seine Titelkämpfe gewann und ein Weltmeisterschaftskampf in Aussicht stand. Am 18. Februar 2022, auf der Steko’s Fight Night, konnte der Münchner seinen ersten Weltmeistertitel erlangen und seinem verstorbenen Bruder diesen besonderen Titel widmen.
Palesene Ziel ist es, Jugendliche von der Straße zu holen, ihnen zu zeigen, dass Gewalt keine Lösung ist und sie für den Sport zu begeistern.

## Erfolge

### Amateurkämpfe
- WKU/ISKA-Weltmeister

- WKU-Europameister

- Mehrfacher Internationaler WKU/ISKA- und Deutscher Meister

- MTBD (Muay Thai Bund Deutschland)-Meister

- Bayerischer Meister

- Südbayerischer Meister

### Profikämpfe
- Amtierender WKU Profiweltmeister

- 2× WKU Profi-Europameister

- 2× WKU Profi Deutscher Meister